# 彼氏矮長頜魚
彼氏矮長頜魚，為輻鰭魚綱骨舌魚目象鼻魚科的其中一種，分布於非洲白尼羅河及藍尼羅河流域，體長可達20公分。